# Système de sécurité régional

Un avion du système de sécurité régional s'approche du rocher Tapion à Castries, Sainte-Lucie, alors qu'un navire de la police maritime de Saint-Vincent-et-les-Grenadines retourne à son poste d'amarrage après des exercices anti-drogue pendant Tradewinds, le 29 mai 2013.

Le Système de sécurité régional, connu en anglais en tant que Regional Security System (RSS), est un accord international sur la défense et la sécurité signé par plusieurs États des Antilles. Du fait des instabilités touchant la région à la fin des années 1970 et du début des années 1980, les petits États insulaires des Caraïbes orientales ressentent la nécessité de mutualiser leurs forces pour assurer la sécurité de leurs espaces terrestres et surtout maritimes, très vastes. Le Regional Security System est instauré par le traité de 1996, bien que ses origines peuvent remonter à la signature du protocole d'entente en 1982, modifié en 1992 qui prévoyait un mécanisme d'assistance mutuelle sur la demande d'un des membres. Ce système de sécurité regroupe actuellement sept États : Antigua-et-Barbuda, la Barbade, la Dominique, la Grenade, Saint-Christophe-et-Niévès, Sainte-Lucie et Saint-Vincent-et-les-Grenadines.

## Mission
Le RSS regroupe une petite force qui exerce des missions militaires classiques de défense de la souveraineté, d'aide aux services de secours et de maintien de l'ordre. C'est l'article 4 du traité qui détaille les différentes missions :
- Prévention et interdiction du trafic illégal de narcotiques ;
- Réponse à des situations de crise ;
- Missions de sauvetage en mer ;
- Missions de police maritime ;
- Contrôle de la pêche ;
- Contrôle de l'immigration ;
- Contrôle de la pollution ;
- Protection des zones économiques exclusives ;
- Opposition aux menaces à la sécurité nationale.

## Structures et fonctionnement
Le RSS est composé d'un Conseil des ministres qui réunit les ministres chargés de la Défense et de la sécurité de chacun des États membres ou tout autre représentant nommé par le chef du gouvernement de l'État concerné. Le Conseil des ministres est chargé de définir les grandes lignes de la direction du RSS ainsi que de prendre les décisions concernant le financement de l'organisation. Le Conseil des ministres doit se réunir au moins une fois par an et sa présidence annuelle est tournante. Enfin, les décisions sont prises à la majorité des deux tiers.
Le Secrétariat ou bureau de liaison central (Central Liaison Office ou CLO) est responsable de l'administration générale du RSS. Il comprend un coordinateur nommé par le Conseil des ministres qui est le responsable de l'administration générale du RSS.